# Angelo Paravisi
Angelo Paravisi (Bergamo, 15 settembre 1930 – Crema, 2 settembre 2004) è stato un vescovo cattolico italiano.

## Biografia
Nacque a Colognola, quartiere di Bergamo, città capoluogo di provincia e sede vescovile, il 15 settembre 1930, da Giacomo ed Adelaide; era penultimo di otto figli.

### Formazione e ministero sacerdotale
Agli inizi degli anni quaranta entrò in seminario.
Il 30 maggio 1953 fu ordinato presbitero dal vescovo Giuseppe Maggi.
La sua prima destinazione fu Osio Sotto, in qualità di coadiutore dell'anziano parroco don Giovanni Manzoni. Qui si prodigò per il mantenimento e lo sviluppo dell'oratorio, del cine-teatro e della corale. Nel 1959, alla morte del parroco, fu nominato economo parrocchiale.
Nel 1961 venne destinato all'oratorio dell'Immacolata, nella parrocchia di Sant'Alessandro in Colonna a Bergamo. Nel 1964 divenne assistente diocesano dei giovani di Azione Cattolica. Dal 1967 al 1971 fu membro del consiglio pastorale diocesano.
Nel 1970 fu nominato prevosto di Alzano Maggiore. Dal 1974 al 1976 fu delegato della zona 3.
Il 1º novembre 1976 divenne arciprete plebano di Seriate. Dallo stesso anno fu anche membro del consiglio presbiterale diocesano, fino al 1989, e vicario foraneo, fino al 1979, quando diventò vicario locale. Dal 1980 al 1988 fu segretario della commissione regionale del clero lombardo. Nel 1981 ricevette il titolo di cappellano di Sua Santità, mentre nel 1984 fu nominato membro del collegio dei consultori.

### Ministero episcopale
Il 4 giugno 1988 papa Giovanni Paolo II lo nominò vescovo ausiliare di Bergamo e vescovo titolare di Torre di Proconsolare. Il 25 giugno successivo ricevette l'ordinazione episcopale, nella chiesa arcipresbiterale plebana del Santissimo Redentore di Seriate, da Giulio Oggioni, vescovo di Bergamo, co-consacranti Clemente Gaddi, arcivescovo-vescovo emerito di Bergamo e Luigi Morstabilini, vescovo emerito di Brescia. Fu nominato quindi vicario generale e venne confermato nell'incarico dal nuovo vescovo Roberto Amadei nel 1992.
L'11 luglio 1996 papa Giovanni Paolo II lo nominò vescovo di Crema; succedette a Libero Tresoldi, dimessosi per raggiunti limiti di età. Il 6 ottobre del medesimo anno prese possesso della diocesi, alla presenza del cardinale Carlo Maria Martini, arcivescovo metropolita di Milano.
A Crema continuò la tradizione iniziata nel 1951 dal vescovo Giuseppe Piazzi, visitando il mondo lavorativo. Diede impulso alle attività pro missioni, culminate con la visita pastorale ai sacerdoti cremaschi fidei donum operanti in America Latina, nel 1999. Compì un cammino di preparazione al Giubileo del 2000 e, durante l'anno santo, partecipò assieme ai giovani cremaschi alla Giornata mondiale della gioventù; nel medesimo anno unificò tutti gli istituti cattolici in un'unica scuola diocesana.
Nel 2001 incominciò la visita pastorale, rimasta incompiuta, a tutte le parrocchie della diocesi. Fece restaurare il prezioso crocifisso ligneo della cattedrale e istituì il nuovo seminario diocesano, la cui inaugurazione avvenne nel 2002, nella frazione di Vergonzana. Ripristinò il 10 giugno come data di celebrazione di san Pantaleone, patrono della città e della diocesi (per qualche anno la ricorrenza era stata trasferita alla terza domenica di settembre).
Il 18 giugno 2004 aprì la fase diocesana del processo investigativo per la beatificazione di padre Alfredo Cremonesi, missionario cremasco assassinato in Birmania il 7 febbraio 1953.
Nel corso dell'estate si acuì la malattia che da tempo lo aveva colpito: morì in vescovado il 2 settembre 2004. Dopo le esequie, celebrate dal cardinale Dionigi Tettamanzi, arcivescovo metropolita di Milano, il pomeriggio del 4 settembre nella cattedrale di Crema, fu sepolto nella cripta dello stesso edificio.

## Genealogia episcopale
La genealogia episcopale è:
- Cardinale Scipione Rebiba
- Cardinale Giulio Antonio Santori
- Cardinale Girolamo Bernerio, O.P.
- Arcivescovo Galeazzo Sanvitale
- Cardinale Ludovico Ludovisi
- Cardinale Luigi Caetani
- Cardinale Ulderico Carpegna
- Cardinale Paluzzo Paluzzi Altieri degli Albertoni
- Papa Benedetto XIII
- Papa Benedetto XIV
- Papa Clemente XIII
- Cardinale Marcantonio Colonna
- Cardinale Giacinto Sigismondo Gerdil, B.
- Cardinale Giulio Maria della Somaglia
- Cardinale Carlo Odescalchi, S.I.
- Cardinale Costantino Patrizi Naro
- Cardinale Lucido Maria Parocchi
- Papa Pio X
- Papa Benedetto XV
- Papa Pio XII
- Cardinale Eugène Tisserant
- Papa Paolo VI
- Cardinale Giovanni Colombo
- Vescovo Giulio Oggioni
- Vescovo Angelo Paravisi